# شام عروسی
شام عروسی فیلمی به کارگردانی ابراهیم وحیدزاده، تهیه‌کنندگی حمید اعتباریان و نویسندگی پیمان معادی ساخته سال ۱۳۸۴ است.

## خلاصه فیلم
مهندس باهر مدیر کارخانه‌ای است که به همسرش میترا به ارث رسیده و کارخانه در معرض ورشکستگی است و میترا از این موضوع خبر ندارد.
گندم، دختر مهندس باهر، اعلام می‌کند که قصد دارد با استادش، پارسا، ازدواج کند. باهر ابتدا مخالفت می‌کند اما وقتی متوجه می‌شود که پارسا از یک خانواده ثروتمند است، تصمیم می‌گیرد که با این ازدواج موافقت کند تا از طریق ثروت خانواده پارسا کارخانه را نجات دهد اما بر پا کردن جشن عروسی هزینه زیادی دارد و ادامه داستان …

## بازیگران
| بازیگر            | نقش             | توضیح                           |
| ----------------- | --------------- | ------------------------------- |
| امین حیایی        | مهندس باهر      |                                 |
| نیکی کریمی        | میترا           | همسر باهر                       |
| مارال فرجاد       | گندم            | دختر باهر                       |
| پویا امینی        | پارسا سمبل زاده | نامزد گندم                      |
| محمدرضا هدایتی    | خلج             | برگزارکننده مراسم عروسی         |
| سیروس ابراهیم‌زاده | مدبر            | معاون باهر                      |
| جمشید شاه‌محمدی    | فرهاد سمبل زاده | پدر پارسا                       |
| رزا آرایش         | نرگس            | مادر پارسا                      |
| ارسلان قاسمی      | سام             | پسر باهر                        |
| عارف لرستانی      | دستیار خلج      |                                 |
| ارژنگ امیرفضلی    | لطیفی           | حسابدار کارخانه باهر            |
| محمدرضا گلزار     | خودش            | بازیگری که با باهر تصادف می‌کند… |

## جشنواره‌ها
فیلم شام عروسی در بیست و چهارمین دوره جشنواره فیلم فجر در بخش فیلم‌های میهمان و در بیست و پنجمین دوره جشنواره فیلم فجر در بخش مسابقه ـ عکس حضور داشته است.